# Ischnotoma (Icriomastax) jujuyensis
Ischnotoma (Icriomastax) jujuyensis is een tweevleugelige uit de familie langpootmuggen (Tipulidae). De soort komt voor in het Neotropisch gebied.